# Central Station (programma televisivo)
Central Station è stato uno show comico prodotto e trasmesso dal canale satellitare Comedy Central, a partire da ottobre 2008, e nel 2009 in onda anche su MTV.
Il programma, ambientato in un'ipotetica stazione ferroviaria, è condotto da Omar Fantini coadiuvato da una voce femminile (nella prima e seconda stagione, Laura Antonini di Radio Deejay, e nella terza stagione Rita Pelusio) che dall'altoparlante della stazione interagisce con lui. Nella quarta stagione invece la voce diventa quella di una strampalata hostess d'aereo, interpretata da Annalisa Arione.

## Episodi
| Stagione         | Episodi        | Prima Visione |
| ---------------- | -------------- | ------------- |
| Prima stagione   | 10 + 2 best of | 2008          |
| Seconda stagione | 10             | 2009          |
| Terza stagione   | 10             | 2011          |
| Quarta stagione  | 10             | 2012          |

La prima stagione è andata in onda nel 2008 su Comedy Central e successivamente su MTV nel 2009.
La seconda stagione è andata in onda nel 2009.
La Terza stagione è andata in onda dal 10 febbraio 2011 (a distanza di circa due anni dall'ultima edizione), cambiando la maggior parte dello staff.
La quarta stagione inizia invece il 12 gennaio 2012, ripartendo grossomodo dallo staff dell'anno precedente.

## Comici prima edizione
- Raffaele D'Ambrosio (Laudio)
- Claudio Sterpone (Bimbo Claudio)

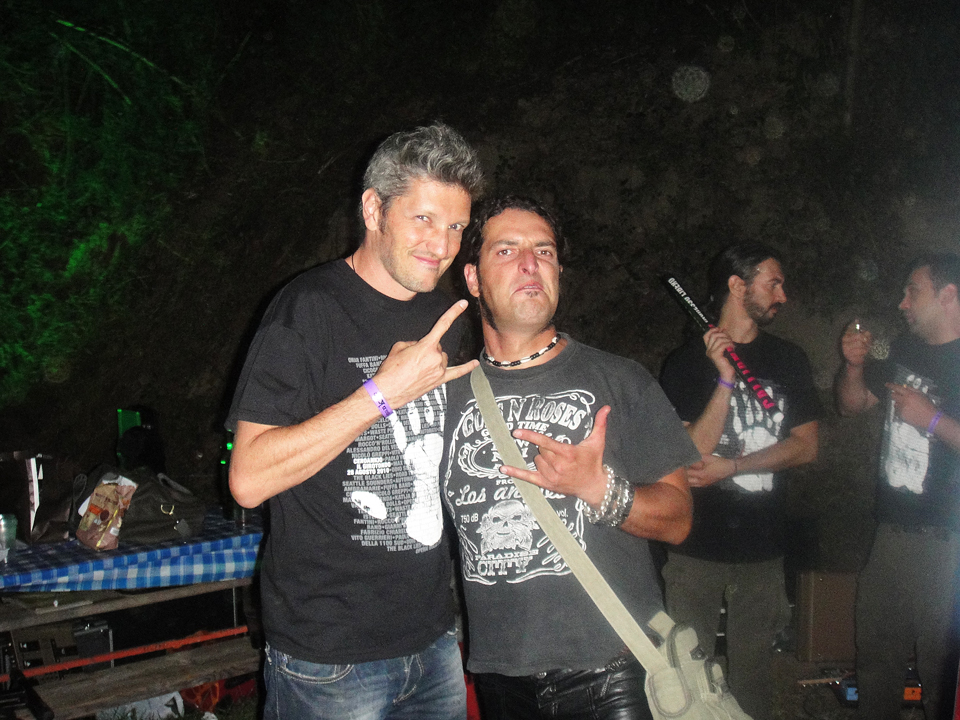
Omar Fantini e Ivan Martorelli (Rocco n' Rollo) - 2010

- Andrea Sambucco (Maestro di Cabaret)
- Mirabella e Draghi (Programma (dis)educativo)
- Midena e Puma (Ernesto Fumagalli e La Marisa)
- Gianluca Beretta (Felipe)
- Daniele Ceva (Fernando Degli Abba)
- Carlo Della Santa (Falco)
- Alessandro Mennuni (Manigoldo)
- I Mancio e Stigma (Colloquio di Lavoro)
- Cloppi (Barzellettiere)
- Ivan Martorelli (Rocco n' Rollo)
- GSM (Scuola di Meridionale)
- Antonio Ornano (Prof. Tommaselli)
- Massimiliano Pipitone (Tony Manero)

## Comici seconda edizione
- Raffaele D'Ambrosio (Laudio)
- Claudio Sterpone (Meteore)
- Andrea Sambucco (Padre Ralph Laurent)
- Mirabella e Draghi (I Maghi Imbranati)
- Carlo Della Santa (Falco)
- Alessandro Mennuni (Manigoldo)
- I Mancio e Stigma (Le Ronde Padane/Prevenire è Meglio che Ciulare)
- Ivan Martorelli (Rocco n' Rollo)
- Samuel Brocherio (Ted Tremendo)
- Herbert Cioffi (Chez Olivier)
- Brenda Lodigiani (Sbrenda - The Hot Pussies)
- Walter Maffei (Mago Walter)
- Francesco Rizzuto (Spongebob)
- Elena Arcuri (Mistress Melody)
- Terenzio Traisci (Terenzio TV)
- Cristian Calabrese (Linea di Confine)
- Marzio Rossi (Mario Perlato)
- Alessio Parenti (Fudo)
- Arnaldo Mangini (Personal Zen)
- I Mensana (8 MM)
- Alberto Vitale (Il Feccia)
- Davide Paniate (The Winner Is)
- Nando Timoteo (Nando Timoteo)
- Antonio del Giudizio (Dentista)

Alcuni dei comici di Central Station si sono fatti conoscere con questo programma e in seguito sono approdati nel cast di Colorado Cafè (Daniele Ceva, GSM, Andrea Sambucco, Raffaele D'Ambrosio –approdato anche nel cast della versione italiana di Saturday Night Live–, Massimiliano Pipitone) e in quello di Colorado, altri invece erano già conosciuti prima (Claudio Sterpone, Midena e Puma, Felipe).

## Comici terza edizione
- Toni Bonji (pseudo presentatore folle)
- Rita Pelusio (Adelina Din Don)
- Max Pieriboni (Kostantino Eleganza Il Modello)
- Raffaele D'Ambrosio (Laudio)
- Mirabella e Draghi (Mirabella e Draghi Show)
- Enzo Paci (Mattia Passadore)
- Walter Maffei (Mago Walter)
- Alessio Parenti (Fudo)
- (The Hot Lolitas)
- Diego Androsiglio (Samara The Ring)
- Luciano Lembo ()
- Fausto Solidoro (Marìo)
- Luca Bondino (Il Livorato)
- Luca Klobas (Ratko)
- Paolo Franceschini (Il ventriloquo)
- Giancarlo Barbara (Jack Thunder)
- Salvo Spoto (Il Commissario)
- Massimo Pica (Il Comico Del Treno)
- Alberto Vitale (Il Subcomandante Emilianos)
- Corinna Grandi
- Giovanni Bondi (Il Maestro Unico)
- Mensana (8mm)
- Cristian Calabrese (Linea di Confine)
- Alberto Vitale (Il Feccia)

## Comici quarta edizione
- Toni Bonji (pseudo presentatore folle)
- Annalisa Arione (Hostess estikatsy airlines)
- Michele Giunta (Michele Spampanato, il designer)
- Pippo Sollecito (L'ispettore grasso)
- Mirabella e Draghi (Mirabella e Draghi Show)
- Paci e Bottesini (i doppiatori di film porno)
- Walter Maffei (Mago Walter)
- Alessio Parenti (alino l'alieno)
- (The Hot codinas)
- Gianluca Giugliarelli (il barbone)
- Luciano Lembo (monologo)
- Marco e Chicco (gli scherzi telefonici)
- Bondino & Ferrari (Il single e lo sposato)
- Max Galligani (il comico fragile)
- Paolo Franceschini (Il ventriloquo)
- Giancarlo Barbara (Jack Thunder)
- I Beoni (sms sociali)
- Massimo Pica (Il Comico Del Treno)
- Federica Ferrero (brevetti)
- Claudio Lauretta (voce di Celentano)
- Carli e Marcato (Il Merda)
- Omar Pirovano (il coach)
- Cristian Calabrese (il complottista)
- Alberto Vitale (Il Feccia)